# Осипов, Валерий Дмитриевич
Валерий Дмитриевич Осипов (1930—1987) — советский писатель, журналист и сценарист.

## Биография
В 1954 окончил факультет журналистики МГУ. Во время учёбы его очерки и фельетоны публиковались в центральной прессе — газетах «Правда» и «Комсомольская Правда». Ему, коренному москвичу, в начале литературной работы источниками вдохновения стали Сибирь и Крайний Север. Как журналист Валерий Осипов прошёл хорошую школу «Правды», «Комсомольской правды» и «Юности». В 1958 году принят в члены Союза писателей.
В 1960-е годы заведовал отделом публицистики еженедельника «Литературная Россия». Позднее Валерий Осипов создал несколько исторических романов, изданных в серии «Пламенные революционеры», в частности — «Подснежник», о Г. В. Плеханове, и романов московского цикла: «Современная сказка», «Я ищу детство», «Факультет журналистики», рассказывающих о жизни столицы в предвоенном детстве и послевоенной юности писателя.
Рассказ Валерия Осипова «Неотправленное письмо» послужил основой одноимённого сценария, написанного им в соавторстве с Григорием Колтуновым и Виктором Розовым, по которому режиссёром Михаилом Калатозовым в 1959 году был снят художественный фильм «Неотправленное письмо», с Иннокентием Смоктуновским, Татьяной Самойловой, Василием Ливановым и Евгением Урбанским в главных ролях.
Валерий Осипов скончался после трехлетней борьбы с раком 16 июня 1987 года на 57 году жизни. Похоронен на Введенском кладбище (20 уч.).

## Семья
Был женат четыре раза.
Первый брак — Фомина Жанна Петровна, тележурналист, одна из основоположниц советского телевидения. Сын — Никита Осипов.
Второй брак (1958—1968) — Татьяна Самойлова, народная артистка Российской Федерации.
Четвертый брак — Осипова (Трифонова) Майя Григорьевна, бывшая жена писателя Михаила Демина (Георгия Евгеньевича Трифонова); в течение 15 лет, до конца своей жизни, Валерий Осипов воспитывал её дочь от первого брака. Дочь — Мария Осипова.
Уроженец Преображенки, о своём детстве, юности и истории района Валерий Осипов написал в биографической повести «Я ищу детство» (1980).
В Москве в разные годы проживал также на Ленинском проспекте, д. 21, в Орликовом переулке, д. 6/1, на проспекте Вернадского, д. 93, последние годы жизни — на улице Горького, д. 6.

## Произведения
- Тайна сибирской платформы. — М.: Молодая гвардия, 1958. — 278 с.
- Валерий Осипов, Валентин Китаин. — Солнце поднимается на востоке. — М.: Советская Россия, 1959. — 96 с.
- Сердечный приступ : Пьеса в 3 д. — М.: Б. и., 1963
- Серебристый грибной дождь. — М.: Советский писатель, 1965. — 360 с. (авторский сборник)
- Рассказ в телеграммах. — М.: Советская Россия, 1967
- Апрель начинается в марте : Пьеса в 3 д. — М.: Б. и., 1969
- Владимир Ильич Ленин. — М.: Молодая гвардия, 1970. — 236 с.
- Река рождается ручьями. — М.: Политиздат, 1971. — 512 с. (Серия «Пламенные революционеры»)
- Апрель. — М.: Известия, 1972. — 414 с. // М.: Детская литература, 1974. — 238 с.
- Неотправленное письмо. — М.: Молодая гвардия, 1973. — 304 с. (авторский сборник)
- Ускорение. — М.: Советская Россия, 1973
- Современная сказка. — М.: Советский писатель, 1974. — 336 с.
- Ухожу к горизонту. — М.: Профиздат, 1977. — 384 с.
- Процент удачи. — М.: Советская Россия, 1978.
- Я ищу детство. — М.: Московский рабочий, 1980. — 416 с.
- Из узбекистанского блокнота : Очерки. — Ташкент : Изд-во лит. и искусства, 1981.
- Подснежник. — М.: Политиздат, 1982. — 528 с. (Серия «Пламенные революционеры»)
- Апрель начинается в марте. — М.: Советская Россия, 1982. — 336 с. (сборник)
- Камиль Яшен. — Хамза. — М.: Советский писатель, 1983. — 560 с. (перевод)
- Щедрость дороги. — М.: Советский писатель, 1984. — 350 с. (публицистика)
- Факультет журналистики. — М.: Московский рабочий, 1985. — 366 с.
- Имя на карте. — М.: Советский писатель, 1986. — 472 с.
- Зажги снега. — М.: Художественная литература, 1986. — 622 с. (авторский сборник)
- Валерий Осипов. Избранное. — М.: Московский рабочий, 1989. — 498 с. — ISBN 5-239-00386-6

## Сценарии
- 1959 — Неотправленное письмо
- 1961 — Альба Регия (в титрах не указан)